# 龙川县第一中学
龙川县第一中学，简称龙川一中或川中，是一所位于中国广东省龙川县老隆镇的中学，创办于1913年，是广东省一级学校。高中部为广东省国家级示范高中。

## 历史[2]
1913年，龙川县立中学正式成立，以当时县府所在地佗城西门山旧考棚、守府署和城隍庙为校舍，学制四年，时任督学局长张贞一（张化如）为首任校长。1914年，保守乡绅联合时任县知事周德鳌以“消灭神权、男女同校、有伤风化”等罪名向省署控告，逼走校长张化如。1915年10月，保守乡绅以学校占用城隍庙有辱神灵为由，煽动神棍流氓到学校滋事，欧打师生，致使学校被迫停课。师生持续抗争，迫使龙川县公署惩办暴徒。次年复课，张光籍继任校长。1925年，龙川县立师范学校和龙川县第一高等小学并入，同年设立高中师范科，设立附属高小和附属女子小学。1926年，川中师生自编自演话剧《烟长末日》讽刺时任县长陈逸川的贪污罪行，激怒县长，校长张镇江等师生多人被军警逮捕，教务长黄麟书等人被通辑，学校被查封。师生代表到广州国民教育厅请愿，其后县长陈逸川最终被撤职，被捕师生亦获释，学校解封复课。
1929年，学校更名为龙川县立第一中学，张道隆任校长。1930年，高中师范科停止招生，同时开始招收高中普通班，学制由原四年制改为六年三三制。龙川一中成为当时东江上游规模最大、教学设施最完备的完全中学。邻近各县和江西省的寻邬、定南各县学子纷纷慕名前往求学，在校生达增至500多人。1937年，在通衢景韩书院开设分教处。1938年，景韩书院分教处独立办校，成立龙川县立第三中学。1939年，侵华日军攻陷广州，广州国民教育厅临时迁往龙川县车田镇。日本军队轰炸机袭扰龙川县城，佗城大江桥和省立广东老隆师范学校遭到轰炸。学校被迫迁往龙川中部城镇车田，借车田镇可能小学校舍上课。1940年9月和1941年6月，高中部和初中部先后迁回佗城原址。1941年，于佗城北部老学堂后面增建校舍四栋以容纳全校900多师生。学校接纳了不少由广州等沦陷区疏散到龙川的学子。
1953年6月13日，高中部由原县城佗城镇迁住新县城老隆镇水贝立蕴大宅，初中部仍留在佗城。金安中学和车田中学的高中部并入川中高中部。次年位于老隆镇赤岭背的新校舍完工，高中部迁入新校舍。1956年，留在佗城的川中初中部改为佗城中学。川中在高中部所在地重新设立初中部。1963年，建校50周年庆典，演出大型话剧《霓红灯下的哨兵》。当年学校高考成绩名列全省第六名，时龙川县属惠阳地区管辖，川中被列为惠阳地区重点中学。1966年～1976年文化大革命期间，学校教学秩序严重破坏，不少老师受到迫害。校舍、仪器设备等被毁坏殆尽。学制被改为四年二二制，并开设上板桥劳动分校。1977年，全国恢复招生考试制度，高考恢复，学校组织应届毕业生参加高考。1983年，学制恢复六年三三制，创立“川流文学社”和“川中书画社”。1993年，建校80周年校庆，校友和社会各界人士捐资兴建了校友楼和校门（位于今旧校区）。2002年9月，初中部与高中部完全分离运作。2003年，在新城开发区水贝乌坭塘兴建新校区，次年高中部整体迁入新校区。初中部留旧校区。

## 现状

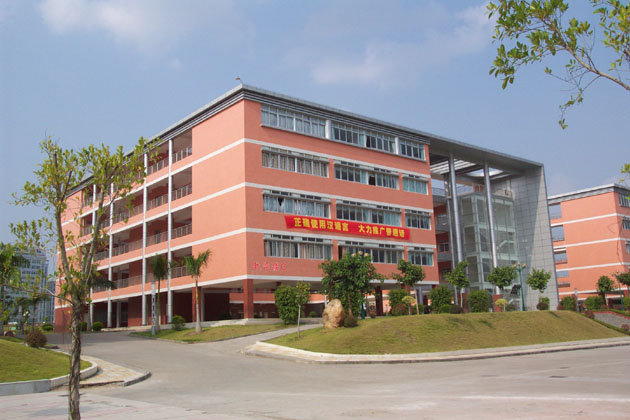
龙川县第一中学新校区教学楼（高中部）

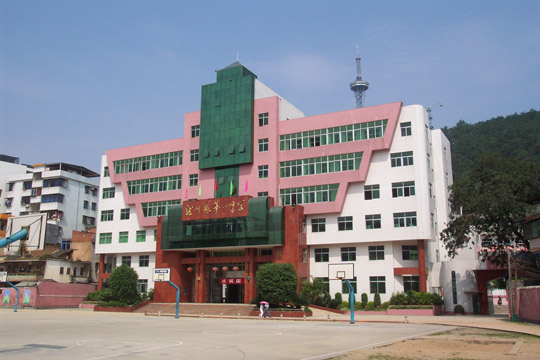
龙川县第一中学旧校区校友楼（现为初中部）和校名题字

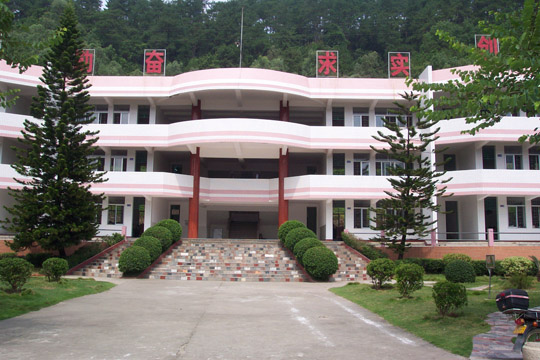
龙川县第一中学旧校区原高中部（现为初中部）教学楼

该校现有两个校区，旧校区在老隆镇羊山岌南面，新校区在新城开发区水贝乌坭塘。新校区2004年开始使用，面积为19万平方米，办学规模为74个班，共有学生3984人，教师286人。新校区投入使用之后，高中部整体迁往新校区，旧校区留作初中部。学校高中部和初中部在人事、教学、管理上完全分离。
近十年的历届高考中，总共有17个学生考取了北京大学和清华大学。2002年高考，722人考入大学，1人考取清华大学，4人考取北京大学。2003年高考，752人考入大学，5人考取北京大学。2005年高考，1145人考入大学，1人考取清华大学，2人考取北京大学。。

## 校徽
龙川县第一中学简称“川中”，校徽以“川”字为主题，形似火苗。黄色、橙色、红色代表活泼热情、积极向上，寓意学生在校园中快乐成长，培养出勤奋好学、力争上游的品质。深灰色椭圆形隐喻无私奉献的师长及教书育人的高尚品格。校徽整体形状似火炬，寓意学校代代薪火相传，燃放热情。

## 历任校长
| 任数 | 在任时间               | 姓名   | 性别 | 籍贯     | 学历                     | 備註                       |
| ---- | ---------------------- | ------ | ---- | -------- | ------------------------ | -------------------------- |
| 1    | 1913年8月－1916年9月   | 张化如 | 男   | 龙川紫市 | 青岛神科学校             | 首任校长                   |
| 2    | 1916年9月－1916年11月  | 张光籍 | 男   | 广州番禺 | 清举人                   |                            |
| 3    | 1916年11月－1916年12月 | 黄汝瀛 | 男   | 龙川佗城 | 广东政法学校             |                            |
| 4    | 1917年1月－1925年1月   | 张镇江 | 男   | 龙川黄布 | 清秀才                   |                            |
| 5    | 1925年1月－1929年1月   | 骆家驹 | 男   | 龙川佗城 | 清秀才                   |                            |
| 6    | 1929年1月－1932年8月   | 张道隆 | 男   | 龙川紫市 | 国立中山大学高等师范学校 |                            |
| 7    | 1932年8月－1933年8月   | 李永川 | 男   | 龙川佗城 | 上海大夏大学             |                            |
| 8    | 1933年8月－1934年8月   | 叶青天 | 男   | 龙川通衢 | 国立中山大学             |                            |
| 9    | 1934年8月－1936年7月   | 甘雯   | 男   | 龙川佗城 | 国立中山大学             |                            |
| 10   | 1936年7月－1937年8月   | 刘士馗 | 男   | 龙川佗城 | 国立中山大学             |                            |
| 11   | 1937年8月－1938年7月   | 邓鸿芹 | 男   | 龙川车田 | 省立广东高等师范学校     |                            |
| 12   | 1938年7月－1939年7月   | 杨荣春 | 男   | 龙川车田 | 上海暨南大学             |                            |
| 13   | 1939年7月－1940年8月   | 徐阳春 | 男   | 龙川佗城 | 国立中山大学             |                            |
| 14   | 1940年8月－1941年8月   | 李永川 | 男   | 龙川佗城 | 上海大夏大学             |                            |
| 15   | 1941年8月－1943年8月   | 方硕梅 | 男   | 龙川黄布 | 美国爹顿大学硕士         |                            |
| 16   | 1943年8月－1946年8月   | 黄国俊 | 男   | 龙川佗城 | 省立广东高等师范学校     |                            |
| 17   | 1946年8月－1949年8月   | 徐阳春 | 男   | 龙川佗城 | 国立中山大学             |                            |
| 18   | 1949年8月－1950年7月   | 余进文 | 男   | 龙川老隆 | 香港达德学院             |                            |
| 19   | 1950年7月－1952年8月   | 叶惠南 | 男   | 龙川附城 | 梅县南华学院             | 兼任县长                   |
|      | 1952年8月－1959年8月   |        |      |          |                          | 副校长主管学校工作         |
| 20   | 1959年8月－1960年2月   | 赖冠平 | 男   | 龙川黄石 | 广东教育学院             |                            |
| 21   | 1960年2月－1960年11月  | 邹光   | 男   | 龙川铁场 | 私立广东国民大学         |                            |
| 22   | 1960年12月－1968年12月 | 赖冠平 | 男   | 龙川黄石 | 广东教育学院             |                            |
|      | 1968年8月－1978年3月   |        |      |          |                          | “革委会主任”主管学校工作   |
| 23   | 1978年3月－1979年6月   | 刘林九 | 男   | 龙川岩镇 | 岩镇高小                 | 兼任县教育局副局长         |
| 24   | 1979年6月－1983年8月   | 赖冠平 | 男   | 龙川黄石 | 广东教育学院             |                            |
| 25   | 1983年8月－1989年3月   | 郑子俊 | 男   | 龙川登云 | 华南师范学院             |                            |
| 26   | 1989年3月－1990年8月   | 戴光   | 男   | 惠州     | 武汉大学                 |                            |
| 27   | 1990年8月－2001年8月   | 黄倾仁 | 男   | 龙川黄布 | 中山大学                 |                            |
|      | 2001年8月－2002年8月   |        |      |          |                          | 县教育局副局长主管学校工作 |
| 28   | 2002年8月－2006年8月   | 黄伟忠 | 男   | 龙川黄布 | 湖北师范学院             | 兼任县教育局副局长         |
| 29   | 2006年8月－2016年8月   | 杨日华 | 男   | 龙川田心 | 广东教育学院             | 兼任县政协副主席           |
| 30   | 2016年8月至今          | 吴志可 | 男   |          | 中山大學                 | 河源市人大代表             |

## 参看
- 龙川县
- 河源市